# هيذر كريستنسن
هيذر كريستنسن (بالإنجليزية: Heather Christensen)‏ هي متزلجة لوحية وعارضة أمريكية، ولدت في 1 أكتوبر 1979 في كليفلاند في الولايات المتحدة.